# Músculo peitoral menor
O músculo peitoral menor (do latim, pectus, osso do peito, tórax) é profundo ao músculo peitoral maior. Suas inserções proximais vão da terceira à quinta costelas, e a inserção distal é no processo coracoide da escápula. A ação dele é estabilizar, deprimir e inclinar anteriormente a escápula, bem como  elevar as costelas 2-5 participando assim na respiração forçada. Sendo inervado pelo nervo peitoral medial.
Uma disfunção desse músculo resulta em redução da força na depressão escapular e na rotação inferior da escápula. Indivíduos com encurtamento do musculo apresentam aumento da inclinação anterior da escápula durante a elevação do braço, gerando o que se chama de discinesia escapular.

## Músculos que se inserem no processo coracóide da escápula
- Músculo peitoral menor
- Músculo coracobraquial
- Músculo bíceps braquial